# HCN 뉴스와이드
《HCN 뉴스와이드》는 대한민국 케이블 방송사인 HCN의 메인 뉴스 프로그램이다.

## 방송시간

### HCN 서초방송
- 매일 오전 6시 30분
- 매일 오전 7시 30분
- 매일 오전 8시 30분
- 매일 오전 9시 30분
- 매일 오전 10시 30분
- 매일 오전 11시 30분
- 매일 낮 12시 30분
- 매일 저녁 8시 30분
- 매일 밤 10시 30분
- 매일 밤 11시 30분

### HCN 동작방송
- 매일 오전 6시 30분
- 매일 오전 7시 30분
- 매일 오전 8시 30분
- 매일 오전 9시 30분
- 매일 오전 10시 30분
- 매일 오전 11시 30분
- 매일 낮 12시 30분
- 매일 저녁 8시 30분
- 매일 밤 10시 30분
- 매일 밤 11시 30분

### HCN 관악방송
- 매일 오전 6시 30분
- 매일 오전 7시 30분
- 매일 오전 8시 30분
- 매일 오전 9시 30분
- 매일 오전 10시 30분
- 매일 오전 11시 30분
- 매일 낮 12시 30분
- 매일 저녁 8시 30분
- 매일 밤 10시 30분
- 매일 밤 11시 30분

### HCN 금호방송
- 매일 오전 6시
- 매일 오전 7시
- 매일 오전 8시
- 매일 낮 12시
- 매일 오후 2시
- 매일 밤 9시 30분
- 매일 밤 11시 30분

### HCN 경북방송
- 매일 오전 6시 30분
- 매일 오전 7시 30분
- 매일 오전 8시 30분
- 매일 오전 10시 30분
- 매일 낮 12시 30분
- 매일 저녁 7시 30분
- 매일 저녁 8시 30분
- 매일 밤 9시 30분
- 매일 밤 10시 30분
- 매일 밤 11시 30분

### HCN 부산방송
- 매일 오전 6시
- 매일 오전 8시
- 매일 오전 10시
- 매일 낮 12시
- 매일 오후 2시
- 매일 오후 4시
- 매일 오후 6시
- 매일 저녁 8시
- 매일 밤 10시
- 매일 밤 12시

### HCN 새로넷방송
- 매일 오전 6시
- 매일 오전 7시 10분
- 매일 오전 10시
- 매일 낮 12시
- 매일 오후 2시
- 매일 저녁 7시 30분
- 매일 저녁 8시 30분
- 매일 밤 9시 30분
- 매일 밤 11시 30분

## 같이 보기
- HCN
- 뉴스와이드